# سموك فقاعية (فصيلة)
تحتوي فصيلة السُّمُوك الفقاعية (Psychrolutidae)، التي تسمى أيضًا أسماك القد المفلطحة الرأس أو السُّمُوك العلجومية أو أسماك القد الشرغوفية، على أكثر من 35 نوعًا معروفًا في 8 أجناس. تتكون هذه الفصيلة من إسقلبينينات تعيش في قاع البحر على شكل شراغيف، برؤوس وأجسام كبيرة وذيول صغيرة مسطحة. الجلد متصل بشكل فضفاض ومتحرك، والطبقة التي تحته هلامية. العينين موضوعة في مكان مرتفع على الرأس، ومتركزة على الأمام بالقرب من طرف الأنف. يمتلك أفراد الفصيلة عمومًا زعانف صدرية كبيرة تشبه الأوراق وتفتقر إلى المقاييس، على الرغم من أن بعض الأنواع مغطاة بأشواك ناعمة. هذا مهم للأنواع حيث أن الأعماق التي تعيش فيها ذات ضغط عالٍ وهي حيوانات مفترسة انتهازية وناصبة للكمائن وباحثة عن الطعام التي لا تستهلك الطاقة إلا إذا اضطروا إلى ذلك.
السمكة الفقاعية لها لسان قصير وعريض وأسنان مخروطية منحنية قليلاً ومرتبة في شكل شريط في صفوف غير منتظمة على طول الفك العلوي؛ الأنياب غائبة تماما.
توجد في المحيط الأطلسي والمحيط الهادئ.